# Codependencia
La codependencia es un trastorno psicológico en la cual alguien manifiesta una excesiva, y a menudo inapropiada, preocupación por los problemas de otra persona o de un colectivo.

## Características de la codependencia
El codependiente asume un rol arquetípico mesiánico que invade todas las áreas de su vida y suele olvidarse de sí mismo y sus necesidades gradualmente para centrarse en los problemas del otro (su pareja, un familiar, un amigo, una causa social, etc.). Por ello, es muy común que se relacione con gente "problemática", justamente para poder rescatarla y crear de este modo un lazo que los una. Así es como el codependiente, al preocuparse por el otro, olvida sus propias necesidades y cuando la otra persona no responde como el codependiente espera, éste se frustra y se deprime. Con su constante ayuda, el codependiente busca generar, en el otro, la necesidad de su presencia, y al sentirse necesitado cree que de este modo nunca lo van a abandonar. Esta condición es grave ya que al no sentirse correspondido puede hacerse daño a sí mismo e incluso a la otra persona.   
Es muy común que en una relación el codependiente no pueda o le sea muy difícil poner límites y sencillamente todo lo perdone, a pesar de que la otra persona llegue a herirlo de manera deliberada. Esto es simplemente porque el codependiente confunde la "obsesión" y "adicción" que siente por el otro con un inmenso amor que todo lo puede. Por ende, el codependiente es incapaz de alejarse por sí mismo de una relación enfermiza, por más insana que ésta sea; y es muy común que llegue a pensar que más allá de esa persona se acaba el mundo, hasta que reconoce su condición psicológica y el codependiente decide hacer algo para cambiar la manera en que vive y así, terminar con la codependencia o no volver a generar su codependencia en otras personas o en futuras relaciones sociales.
En muchos casos la codependencia puede llevar a la persona a tener que soportar situaciones indeseables como maltratos (físicos o psicológicos), acoso, humillaciones o simplemente tener que convivir con personas tóxicas y abusivas (y esto puede llegar al extremo de tratarse aun de familiares consanguíneos).

## Descripción
La codependencia consiste en estar total o casi totalmente centrados en una persona, un lugar o en algo fuera de nosotros mismos. La codependencia se caracteriza por una negación inconsciente de nuestras emociones. La negación es una respuesta humana natural a situaciones a las que no podemos hacer frente o que no podemos permitirnos sentir. Generalmente se origina en la niñez (pero puede aparecer a cualquier edad), dentro de un ambiente familiar (o grupal) no sano. Es nuestra forma de protegernos. Es un proceso inconsciente necesario para la supervivencia en determinadas circunstancias.
Un codependiente debe superar esta enfermedad psicológica para poder ser libre de elegir con quien relacionarse y, más aún, poner límites. 
Tales conductas, (las de concentrarse en una persona o lugar fuera de nosotros) que bien pueden aminorar el conflicto y alivianar las tensiones dentro de la familia (o grupo) en el corto plazo, son contraproducentes a largo plazo, dado que, en este caso, el codependiente está realmente apoyando ("facilitando") el comportamiento adictivo de la persona de la cual es codependiente (p. ej. cónyuge alcohólico).

## Características
La codependencia también puede ser un conjunto de conductas de inadaptación, compulsión, aprendidas por los miembros de una familia (o grupo) a fin de sobrevivir en un ambiente que experimenta una gran tensión y pena emocional causada, por ejemplo, por una pérdida sensible, violencia intrafamiliar, por el alcoholismo, otra adicción u otra forma de neurosis de un miembro de la familia, abuso sexual o una enfermedad crónica de un familiar, o fuerzas externas a la familia, como la pobreza. También existen cuadros de codependencia en situaciones no extremas.
Algunos síntomas de la codependencia son: conducta controladora, desconfianza, perfeccionismo, evitar hablar de los sentimientos, problemas de intimidad, comportamiento protector, hipervigilancia o malestar físico debido a estrés. A menudo la codependencia va acompañada por depresión, ya que el codependiente sucumbe ante sentimientos de frustración o tristeza extrema por su incapacidad de realizar cambios en la vida de la otra persona (o personas) y puede llegar también a producir ataques de pánico en quienes lo padecen. También las personas codependientes tienden a formar vínculos muy apegados y confiar en personas tóxicas restándole autonomía y personalidad.
Cinco grupos de características diferentes han sido identificados con personas con este tipo de conductas y son entre otros: 
- Características de Negación
  - Califican a otros con sus propias características negativas.
  - Expresan negatividad o agresión de maneras indirectas y pasivas.
  - Minimizan, alteran o niegan sus sentimientos.
- Características de baja autoestima
  - Tienen dificultad para tomar decisiones.
  - Buscan que otros les brinden seguridad.
  - Son incapaces de identificar o pedir lo que quieren o necesitan.
- Características de complacencia
  - Dejan de lado sus intereses personales para hacer lo que otros quieren.
  - Renuncian a su propia verdad para obtener la aprobación de otros o evitar el cambio.
  - Son muy sensibles a los sentimientos de otros y los asumen como propios.
- Características de control
  - Tratan de controlar de manera compulsiva a los demás.
  - Adoptan una actitud de indiferencia, impotencia, autoridad o rabia para manipular los resultados.
  - Se resienten cuando los demás rechazan su ayuda o consejos.
- Patrones de evasión
  - Evaden y evitan los conflictos o los enfrentamientos.
  - Reprimen sus sentimientos o necesidades para evitar sentirse vulnerables.
  - Consideran que las demostraciones emocionales son señal de debilidad, por lo que se niegan a expresar aprecio.

## Una solución: Grupos de autoayuda
Los individuos que sufren codependencia pueden buscar asistencia a través de varias terapias verbales, sin embargo pueden abandonarla cuando en el proceso descubren que los puede llevar a "dejar" al otro. puede recurrirse a terapia farmacológica para la depresión asociada. Además existen grupos para codependencia; algunos de estos son Codependientes anónimos (CoDA) , Al-Anon/Alateen' y 'Nar-Anon, los cuales están ambos originalmente fueron basados en el modelo del programa de 12 pasos creado por Alcohólicos Anónimos y Celebrate Recovery, así como otros grupos que aplican este programa, cuyo origen fue Cristiano, y luego dejó de serlo para hacerlo más universal. Actualmente ni Al-Anon/Alateen ni CODA están afiliados con ninguna religión y no excluyen a nadie en base de religión, género o identidad sexual Se han escrito muchas guías de autoayuda sobre el tema de la codependencia.
Se han escrito muchos libros sobre el tema de la Codependencia, incluyendo las obras de Melody Beattie, quien se ha vuelto uno de los portavoces de la industria de autoayuda para la codependencia. También es autora de Codependent No More entre otros muchos volúmenes. Sin embargo, cabe advertir que no todos los profesionales de la salud mental son de la misma opinión acerca de la co-dependencia o sus métodos normales de tratamiento. Katz & Liu, en The Codependency Conspiracy: How to Break the Recovery Habit and Take Charge of Your Life, establecen que la co-dependencia está sobre-diagnosticada, y que mucha gente que podría ser auxiliada con tratamientos de más corto plazo, en cambio se vuelven dependientes de programas de autoayuda a largo plazo.